# Aphis stachydis
Aphis stachydis är en insektsart. Aphis stachydis ingår i släktet Aphis och familjen långrörsbladlöss. Inga underarter finns listade i Catalogue of Life.